# معما (فیلم ۱۹۶۳)
معما (به انگلیسی: Charade) فیلمی در سبک جنایی و کمدی به کارگردانی و تهیه‌کنندگی استنلی دانن و نویسندگی پیتر استون با بازیگری کری گرانت و آدری هپبورن محصول سال ۱۹۶۳ میلادی است.

## خلاصه داستان
رجی لامبرت (آدری هپبورن) هنگام بازگشت از سفری تفریحی با جنازهٔ شوهرش روبرو می‌شود. چهار مرد به دنبال رجی هستند و مردی (کری گرانت) به کمکش می‌آید که معلوم نیست قهرمان است یا جاسوس یا قاتل…

## بازیگران
- آدری هپبورن
- توماس چلیمسکی
- دومینیک مینوت
- کری گرانت
- ژاک مارین
- ند گلس
- جیمز کابرن
- جرج کندی
- والتر ماتائو
- پل بونیفاس
- کلمان هراری
- برنار موسون

## جوایز
این فیلم کاندیدای اسکار بهترین موسیقی در سال ۱۹۶۴ شد.